# Автоспорт на українському телебаченні

## Формула-1
| Роки      | Телеканал             | Телеформат                                                                       | Коментатор(и) |
| --------- | --------------------- | -------------------------------------------------------------------------------- | --- |
| 1996—1998 | ICTV                  | прямі трансляції, трансляції в запису                                            | Юрій Сосновський |
| 1998—2000 | TV-Центр (Кіровоград) | прямі трансляції                                                                 | Юрій Ілючек та ін. |
| 2001—2004 | Перший національний   | прямі трансляції, трансляції в запису                                            | Юрій Сосновський (2001—2002) Віктор Савінов (2001—2003, ГП Австралії та ГП Малайзії 2004) Валерій Костінов (2003, ГП Австралії та ГП Малайзії 2004) Олексій Андронов (2004) Олексій Мочанов (2004) Тимур Чілачава (ГП Угорщини та ГП Бельгії 2004) |
| 2005—2008 | Мегаспорт             | прямі трансляції кваліфікацій та гонок                                           | Ігор Циганик (2005, ГП Бахрейну та ГП Малайзії 2006) Віктор Савінов (2005) Артем Атоян (ГП Бахрейну та ГП Малайзії 2006) Тимур Чілачава (2006) Максим Подзігун (2006—2008)                                                                         |
| 2009—2010 | К1                    | прямі трансляції, трансляції в запису                                            | Максим Подзігун |
| 2011      | Перший національний   | прямі трансляції (починаючи з ГП Туреччини)                                      | Віктор Савінов (кваліфікація ГП Туреччини) Тимур Чілачава (ГП Туреччини, ГП Абу-Дабі та ГП Бразилії) Максим Подзігун Юрій Павлов (гонка ГП Абу-Дабі)                                                                                               |
| 2011      | Перший автомобільний  | повтори (починаючи з ГП Туреччини)                                               | Віктор Савінов (кваліфікація ГП Туреччини) Тимур Чілачава (ГП Туреччини, ГП Абу-Дабі та ГП Бразилії) Максим Подзігун Юрій Павлов (гонка ГП Абу-Дабі)                                                                                               |
| 2012—2014 | Мега                  | прямі трансляції (починаючи з ГП Сінгапуру 2012)                                 | Максим Подзігун (2012—2014) Тимур Чілачава (2013) Роман Гончаров (2013) |
| 2018      | Перший автомобільний  | прямі трансляції вільних заїздів, кваліфікацій та гонок, повтори гонок та огляди | Павло Воробйов (вільні заїзди) Максим Подзігун (кваліфікації та гонки) |
| 2019—т.ч. | Сетанта Спорт         | прямі трансляції кваліфікацій та гонок, повтори (починаючи з ГП Угорщини 2019)   | Володимир Клапан (2019, російською) В'ячеслав Кобржицький (2020—2024, російською) Максим Подзігун (з 2021, починаючи з ГП Бельгії, українською) |

## WRC
| Роки      | Телеканал            | Телеформат                                                      | Коментатор(и)                            |
| --------- | -------------------- | --------------------------------------------------------------- | ---------------------------------------- |
| 2005—2006 | ICTV                 | Огляди                                                          | Олексій Мочанов (2005) Ігор Моляр (2006) |
| 2007—2008 | Мегаспорт            | Огляди                                                          | Максим Подзігун                          |
| 2009—2014 | Перший автомобільний | Прямі трансляції (Live Power Stage, 2009-2011), огляди, повтори | Максим Подзігун                          |

## DTM
| Роки      | Телеканал               | Телеформат                | Коментатор(и)                  |
| --------- | ----------------------- | ------------------------- | ------------------------------ |
| 2006—2008 | Канали «Поверхность ТВ» | Прямі трансляції, повтори | Максим Подзігун Тимур Чилачава |
| 2009—2012 | Перший автомобільний    | Прямі трансляції          | Тимур Чилачава                 |

## Чемпіонат України з цифрових кільцевих перегонів
| Роки      | Телеканал            | Телеформат       | Коментатор     |
| --------- | -------------------- | ---------------- | -------------- |
| 2020—2021 | Перший автомобільний | Прямі трансляції | Павло Воробйов |

## World RX
| Роки      | Телеканал            | Телеформат | Коментатор     |
| --------- | -------------------- | ---------- | -------------- |
| 2021—2024 | Перший автомобільний | Огляди     | Павло Воробйов |

## Extreme E
| Роки              | Телеканал            | Телеформат                | Коментатор     |
| ----------------- | -------------------- | ------------------------- | -------------- |
| 2021—лютий 2022   | Перший автомобільний | Прямі трансляції, повтори | Павло Воробйов |
| травень 2022—2023 | Перший автомобільний | Огляди                    | Павло Воробйов |

## W Series
| Роки | Телеканал            | Телеформат                                    | Коментатор     |
| ---- | -------------------- | --------------------------------------------- | -------------- |
| 2021 | Перший автомобільний | Кваліфікації у запису, прямі трансляції гонок | Павло Воробйов |
| 2022 | Перший автомобільний | Гонки у запису                                | Павло Воробйов |

## World Rally-Raid Championship
| Роки      | Телеканал            | Телеформат                      | Коментатор     |
| --------- | -------------------- | ------------------------------- | -------------- |
| 2023—2024 | Перший автомобільний | щоденні огляди та огляди етапів | Павло Воробйов |

## GTC Race
| Роки      | Телеканал            | Телеформат                | Коментатор     |
| --------- | -------------------- | ------------------------- | -------------- |
| 2023—2024 | Перший автомобільний | Прямі трансляції, повтори | Павло Воробйов |

## TCR World Tour
| Роки | Телеканал | Телеформат     | Коментатор     |
| ---- | --------- | -------------- | -------------- |
| 2024 | Дівіспорт | Гонки у запису | Павло Воробйов |

## Гран-прі Макао
| Роки | Телеканал | Телеформат     | Коментатор     |
| ---- | --------- | -------------- | -------------- |
| 2024 | Дівіспорт | Гонки у запису | Павло Воробйов |

## FIA GT World Cup
| Роки | Телеканал | Телеформат     | Коментатор     |
| ---- | --------- | -------------- | -------------- |
| 2024 | Дівіспорт | Гонки у запису | Павло Воробйов |